# 13914 Galegant
13914 Galegant este un asteroid din centura principală de asteroizi.

## Descriere
13914 Galegant este un asteroid din centura principală de asteroizi. A fost descoperit pe 11 iunie 1980 la Observatorul Palomar de Carolyn S. Shoemaker. Asteroidul prezintă o orbită caracterizată de o semiaxă mare de 2,58 ua, o excentricitate de 0,27 și o înclinație de 13,5° în raport cu ecliptica.